# Sausage Party – Es geht um die Wurst
Sausage Party – Es geht um die Wurst (Originaltitel: Sausage Party) ist ein Computeranimationsfilm von Greg Tiernan und Conrad Vernon aus dem Jahr 2016. Der Film feierte am 14. März 2016 auf dem South by Southwest seine Premiere und kam am 6. Oktober 2016 in die deutschen Kinos.

## Handlung
Frank, ein Frankfurter Würstchen, lebt zusammen mit anderen Lebensmitteln im Supermarkt. Wie die anderen hat er es sich zum Ziel gemacht, am amerikanischen Unabhängigkeitstag von einem Menschen auserwählt und gekauft zu werden. Dies möchte er jedoch nur mit seiner Freundin Brenda, einem Hotdog-Brötchen im gleichen Regal, erleben. Als ein bereits gekauftes Honigsenf-Glas zurückgegeben wird, finden die Lebensmittel jedoch schnell die Wahrheit über ihre Existenz heraus: In den Häusern der Käufer werden sie zu Essen verarbeitet, was für sie extreme Qualen und den Tod zur Folge hat. Frank nimmt als einziger diese Erzählung ernst und versucht seine Freunde davon zu überzeugen. Diese verlassen ihn mit der Begründung, ihren Glauben nicht aufgeben zu wollen. Auch Brenda wendet sich von ihm enttäuscht ab. Nachdem Frank im Alleingang die Beweise für die Wahrheit über die Menschen findet, schließen sich ihm die Lebensmittel an. Gemeinsam versuchen sie, die Menschen zu besiegen. Aus einem Kampf gegen die Einkäufer gehen die Lebensmittel als Sieger hervor. Der Sieg wird mit einer großen Orgie gefeiert und Frank und Brenda werden ein Paar.
Am Ende finden sie heraus, dass sie Animationsfiguren sind und ebenfalls zum Teil, wer sie spricht. Sie gehen durch ein Portal, um die reale Welt zu betreten.

## Hintergrund
Der Film ist der erste Computeranimationsfilm, der in den USA ein R-Rating erhielt. Dies bedeutet, dass Kindern und Jugendlichen unter 17 Jahren ohne Begleitung eines Elternteils oder Erwachsenen Zutritt zum Film verwehrt werden muss. Seth Rogen erklärte, dass er acht Jahre lang daran arbeiten musste, bis der Film schließlich verwirklicht wurde. Die größte Herausforderung dabei sei es gewesen, ein Filmstudio zu finden, das den Film produzieren wollte. Letztendlich wurde der Film durch eine Zusammenarbeit von Sony Pictures Entertainment, Point Grey Pictures und Annapurna Pictures produziert. In Deutschland erhielt Sausage Party eine FSK-Freigabe ab 16 Jahren.
Sausage Party feierte am 14. März 2016 seine Premiere auf dem South by Southwest in Austin, Texas. In den Vereinigten Staaten kam er landesweit am 12. August 2016 in die Kinos, in Deutschland am 6. Oktober 2016.
2016 wurde in einem Kino in Kalifornien der Trailer zum Film vor dem Hauptfilm Findet Dorie gezeigt, da sich die Kinobetreiber von der Animationstechnik in die Irre führen ließen und Sausage Party für einen Kinderfilm hielten.

## Synchronisation
Die deutsche Synchronisation des Films entstand unter der Dialogregie und einem Dialogbuch von Nana Spier bei der Berliner Synchron.
| Rolle               | Englischer Sprecher  | Deutscher Sprecher | Beschreibung          |
| ------------------- | -------------------- | ------------------ | --------------------- |
| Frank               | Seth Rogen           | Tobias Kluckert    | Frankfurter Würstchen |
| Brenda Bunson       | Kristen Wiig         | Katrin Fröhlich    | Hotdog-Brötchen       |
| Carl                | Jonah Hill           | Tobias Müller      | Frankfurter Würstchen |
| Feuerwasser         | Bill Hader           | Matti Klemm        | Spirituose            |
| Tequila             | Bill Hader           | Nico Mamone        | Tequila-Flasche       |
| El Guaco            | Bill Hader           |                    | Guacamole             |
| Barry               | Michael Cera         | Alexander Doering  | Frankfurter Würstchen |
| Druggie             | James Franco         | Kim Hasper         | Mensch                |
| Honig-Senf          | Danny McBride        | Michael Iwannek    | Honigsenf             |
| Mr. Grits           | Craig Robinson       | Torsten Michaelis  | Grits                 |
| Darren              | Paul Rudd            | Norman Matt        | Mensch                |
| Douche              | Nick Kroll           | Olaf Reichmann     | Irrigator             |
| Kareem Abdul Lavash | David Krumholtz      | Samir Fuchs        | Lavash                |
| Sammy Bagel Jr.     | Edward Norton        | Jaron Löwenberg    | Bagel                 |
| Teresa del Taco     | Salma Hayek          | Maja Maneiro       | Taco-Shell            |
| Troy                | Anders Holm          | Gerrit Hamann      | Frankfurter Würstchen |
| Kaugummi            | Scott Underwood      | Timmo Niesner      | Kaugummi              |
| Twink               | Scott Underwood      | Manniac            | Twinkie               |
| Krinkler’s Chips    | Scott Underwood      | Philipp Betz       | Kartoffelchips        |
| Pizzastück          | Scott Underwood      | Sturmwaffel        | Pizza                 |
| Ketchup             | Harland Williams     | Tommy Morgenstern  | Ketchup               |
| Toilettenpapier     | Conrad Vernon        | Michael Buchinger  | Toilettenpapier       |
| Roberta             | Kelly Sheridan       | Dascha Lehmann     | Hotdog-Brötchen       |
| Loretta             | Maryke Hendrikse     | Martina Treger     | Hotdog-Brötchen       |
| Sally               | Nicole Oliver        | Lisa May-Mitsching | Hotdog-Brötchen       |
| Saftpackung         | Vincent Tong         | Bernhard Völger    | Saftpackung           |
| Indian Chutney      | Michael Daingerfield | Imtiaz Haque       | Indian Chutney        |
| Camille Toh         | Lauren Miller        | Nana Spier         | Mensch                |
| Baby-Karotten       | Sugar Lyn Beard      |                    | Mini-Karotten         |
| Kartoffel           | Greg Tiernan         | Gerald Schaale     | Kartoffel             |

## Kritik
Auf Rotten Tomatoes hält der Film derzeit (Stand: Januar 2018) eine Bewertung von 82 %, basierend auf 201 Kritiken und einer Durchschnittsbewertung von 6,8/10. Bei den Zuschauern kommt er auf eine Bewertung von 3,1/5.